# Virginia Slims of Utah 1985
Virginia Slims of Utah 1985 — жіночий тенісний турнір, що проходив на закритих кортах з килимовим покриттям Sports Mall у Солт-Лейк-Сіті США. Належав до категорії 1+ tier в рамках Туру WTA 1985. Турнір відбувся вчетверте й тривав з 9 вересня до 15 вересня 1985 року. Шоста сіяна Стефані Реге здобула титул в одиночному розряді.

## Фінальна частина

### Одиночний розряд
Стефані Реге —  Камілл Бенджамін 6–2, 6–4
- Для Реге це був 1-й титул в одиночному розряді за кар'єру.

### Парний розряд
Пархоменко Світлана Германівна /  Лариса Нейланд —  Розалін Феербенк /  Беверлі Моулд 7–5, 6–2